# Farbstofflaser

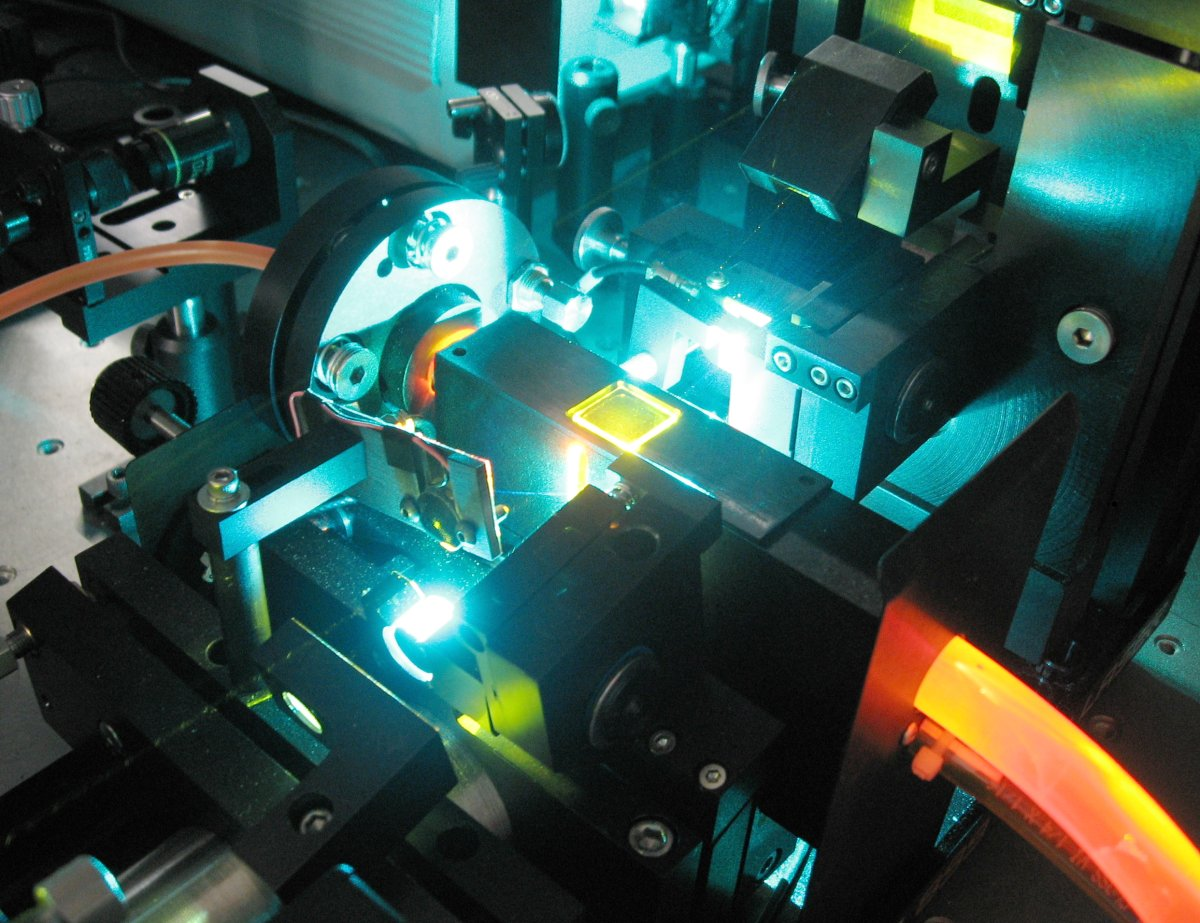
Farbstofflaser aus Rhodamin 6G, der bei 580 nm emittiert. Zum Pumpen dient ein Argon-Laser (514 nm), der den Farbstoffstrahl hinter dem gelblichen Glas beleuchtet.

Ein Farbstofflaser ist eine in der Wellenlänge abstimmbare Laser-Lichtquelle, bei dem als optisch aktives Medium ein spezieller Fluoreszenzfarbstoff verwendet wird. Die dabei als Laserfarbstoffe eingesetzten Emittermoleküle sind chemisch teilweise sehr unterschiedlich, um den Spektralbereich von nahem UV bis ins nahe IR abzudecken. Jeder einzelne Farbstoff deckt dabei einen spektralen Bereich von typischerweise 30–60 nm ab. Farbstofflaser besitzen innerhalb ihres Resonators ein dispersives Element (z. B. ein Gitter oder Etalon), mit dem die Emissions-Wellenlänge des Lasers im Betrieb eingestellt werden kann. Durch Verstellen des dispersiven Elements wird der Farbstofflaser über oben genannten Spektralbereich frei durchstimmbar. Farbstofflaser können sowohl im Dauerstrich- als auch im Pulsbetrieb eingesetzt werden.
In der Regel wird der Farbstoff in einem Lösungsmittel gelöst und entweder durch eine Küvette gepumpt oder es wird mittels einer schlitzförmigen Düse ein Freistrahl in Form eines planparallelen Flüssigkeitsfilms erzeugt und damit umgepumpt. In der Küvette bzw. im Freistrahl wird der Farbstoff optisch angeregt („optisch gepumpt“). In der Regel geschieht das mit einem Pumplaser (z. B. Argonlaser, frequenzverdoppelte Nd:YAG-Laser, Excimer-Laser), seltener mittels Blitzlampen.
Das Umpumpen der Farbstofflösung ist notwendig, da die Farbstoffmoleküle im Lichtfeld der Pumplichtquelle ihre Struktur reversibel verändern (sogenanntes Ausbleichen durch Besetzung langlebiger Molekülzustände). Daher ist es zum stabilen (Dauerstrich-)Betrieb des Lasers nötig, die Farbstofflösung in regelmäßigen Abständen im Pumpvolumen auszuwechseln. Dadurch werden auch die Verluste durch Anregung von Triplettzuständen minimiert. Auch ist es notwendig das Medium zu kühlen, da durch die strahlungsfreien Übergänge im 4-Niveau-System ein Aufheizen des Mediums erfolgt.
Das wichtigste Einsatzgebiet der Farbstofflaser ist die Laserspektroskopie; durch die abstimmbare Wellenlänge können z. B. Zusammensetzung, Temperatur und Strömung von Gasen untersucht werden.

## Geschichte
Der Farbstofflaser wurde im Sommer 1966 fast zeitgleich, jedoch unabhängig voneinander, von Fritz P. Schäfer und Peter Sorokin erfunden. Es war eine Zufallsentdeckung: Das Laserlicht aus einem Rubinlaser wurde auf eine Glasküvette mit einem Fluoreszenzfarbstoff geschickt. Die Reflexion der Glas-/Luft-Grenzfläche (etwa 4 Prozent Reflexion) reichte aus, um in der Küvette „lasing“ anzuregen.
Wenig später gelang es Theodor W. Hänsch durch Einbau frequenzselektiver Elemente den Farbstofflaser für die Spektroskopie zu nutzen und damit zu einem der wichtigsten Instrumente in der Atomphysik zu machen. Besonders in der Frühzeit der Femtosekundenlaser spielten Farbstofflaser eine große Rolle.
Die Bedeutung von Farbstofflasern hat in den letzten Jahren zugunsten anderer durchstimmbarer Lasersysteme abgenommen. Insbesondere leichter zu bedienende, durchstimmbare Diodenlaser, Titan:Saphir-Laser im roten Spektralbereich oder flexible synchrongepumpte optisch parametrische Oszillatorsysteme (OPO-Systeme) sind hier zu nennen. Dennoch spielen Farbstofflaser bis heute eine aktive Rolle in der Wissenschaft, unter anderem wegen der schmalen Emissionsspektren.

## Prinzip
Organische Farbstoffe zeichnen sich zumeist dadurch aus, dass sie aus einer Vielzahl von Atomen bestehen (50–100). Die Moleküle haben dabei ein charakteristisches π-Elektronensystem. Dieses ist zentral für die Funktionsweise des Lasers.
Ein Farbstofflaser nutzt als aktives Medium wie oben beschrieben einen organischen Farbstoff, der durch einen Pumpstrahl oder eine Blitzlampe angeregt wird. Durch das Pumpen wird in dem Farbstoff eine Besetzungsinversion ausgelöst. Da organische Farbstoffe starkfluoreszent sind, kann in Kombination mit einem Resonator ein Laser erzeugt werden.
Da viele stabile Farbstoffe eine gerade Anzahl von Elektronen besitzen ist ihr Gesamtspin 0. Es handelt sich somit um Singulettzustände. Wird ein einzelnes Molekül angeregt, so ändert sich der Gesamtspin nicht.

### Laserübergänge in Farbstoffen
Unter der Vernachlässigung der Verluste durch Übergänge in Triplettzustände lässt sich das Lasing in einem Farbstoff durch ein Vier-Niveau-System erklären.
Bei Raumtemperatur ist die thermische Energie sehr viel kleiner als die Energie die für Vibrationsübergänge benötigt wird. Es kann also davon ausgegangen werden, dass sich nahezu alle Moleküle im Vibrationsgrundzustand des elektronischen Grundzustands befinden. Sei dieser Zustand nun benannt mit A. Gemäß Franck-Condon-Prinzip kann davon ausgegangen werden, dass die Anregung nicht in den vibronischen Grundzustand des angeregten elektronischen Zustands (nenne diesen B) erfolgt, sondern in ein angeregtes Vibrationsniveau b erfolgt. Es erfolgen jedoch nicht nur Übergänge in ein einzelnes b sondern es werden Vibrationsbanden angeregt. Dies erfolgt deshalb, da die Wahrscheinlichkeit für einen Übergang in ein energetisch „ähnliches“ Niveau aufgrund des nichtverschwindenden Überlapps der Wellenfunktionen zwar weniger wahrscheinlich, aber nicht ausgeschlossen ist.

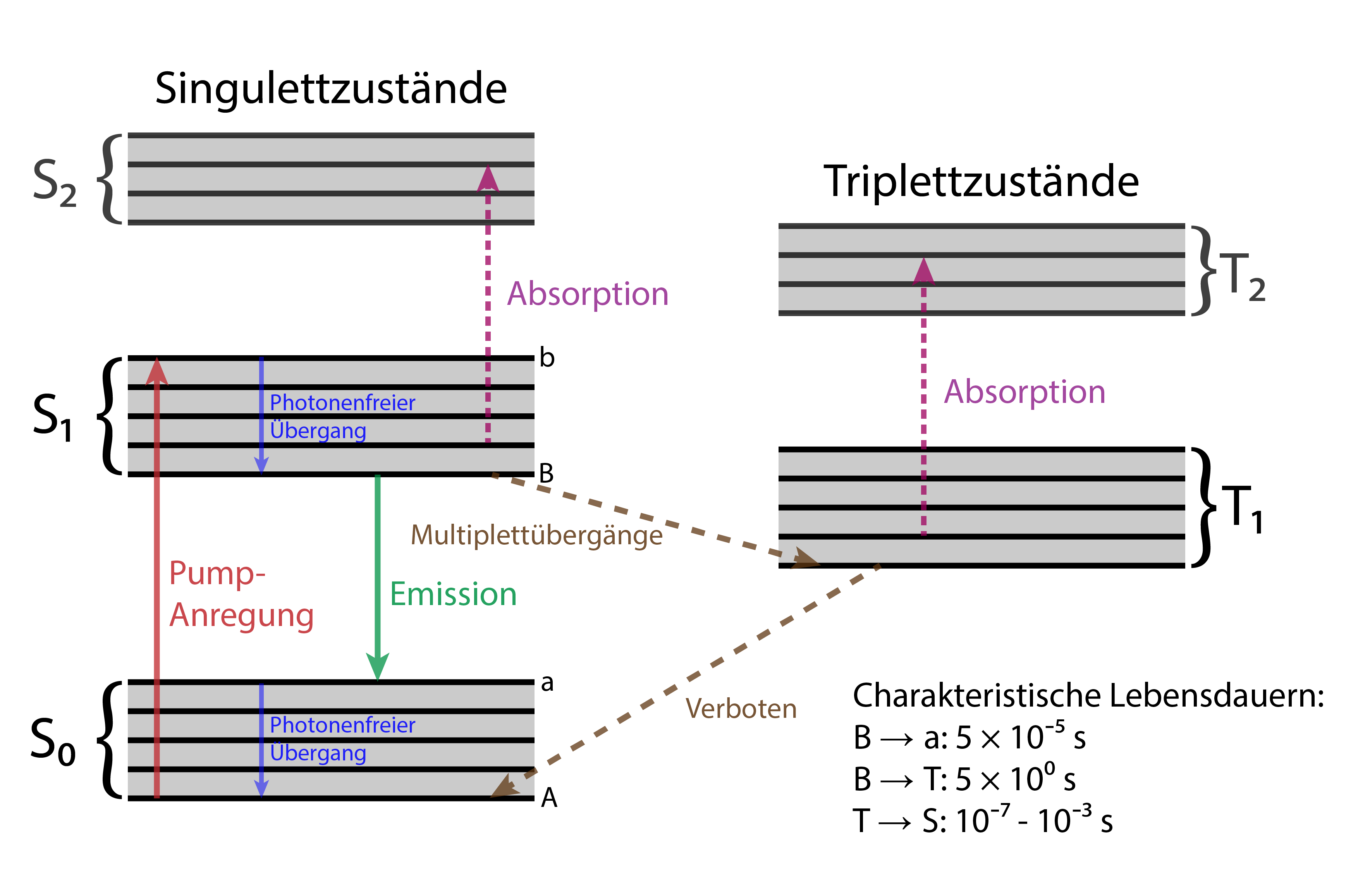
4-Niveauschema eines (Farbstoff-)Lasers

Aus dem angeregten Vibrationsniveau b erfolgt ein strahlungsfreier Übergang in den Vibrationsgrundzustand des angeregten elektronischen Zustands. Sei dieser Zustand B. Aus dem Zustand B erfolgt dann unter der Emission eines Photons ein Übergang in ein angeregtes Vibrationsniveau a im elektronischen Grundzustand. Aus dem Zustand a erfolgt dann wieder ein strahlungsfreier Übergang in A. Die Energie aus den strahlungsfreien Übergängen geht dann zum Beispiel in die thermische Energie des Systems.